# Hamdanidi

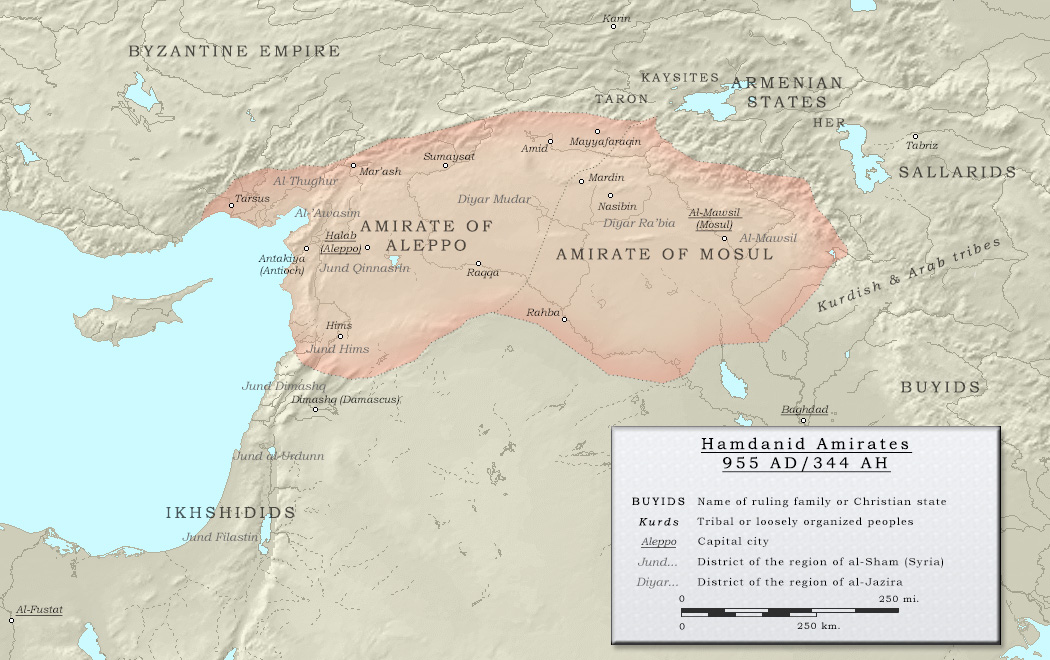
La dinastia hamdanide al momento della sua acme

Gli Hamdanidi (in arabo حمدانيون‎?, Ḥamdāniyyūn) furono una dinastia araba dell'Iraq settentrionale, e più esattamente della Jazira, attiva tra l'890 e il 1004.

## Storia
La dinastia hamdanide fu fondata da Ḥamdān ibn Ḥamdūn, quando costui fu nominato dal Califfo abbaside governatore di Mardin, nel SE dell'Anatolia, nell'890.
Suo figlio ʿAbd Allāh (904-929) fu in seguito nominato governatore di Mosul, nell'Iraq settentrionale nel 906 e fu governatore militare della stessa Baghdad nel 914. 
I suoi figli furono anch'essi governatori di Mosul e Aleppo.
Il governo di Ḥasan Nāṣir al-Dawla, "Il trionfatore della dinastia" (929-968), governatore di Mosul e Diyarbakır, fu sufficientemente tirannico per avere come conseguenza la sua deposizione da parte della sua stessa famiglia.
La sua discendenza governò comunque Mosul, infliggendo persino una pesante sconfitta alla dinastia sciita buwayhide nel 979 e restando al potere fino al 990, data dopo la quale il settentrione iracheno fu diviso fra gli Uqaylidi e i Marwanidi.

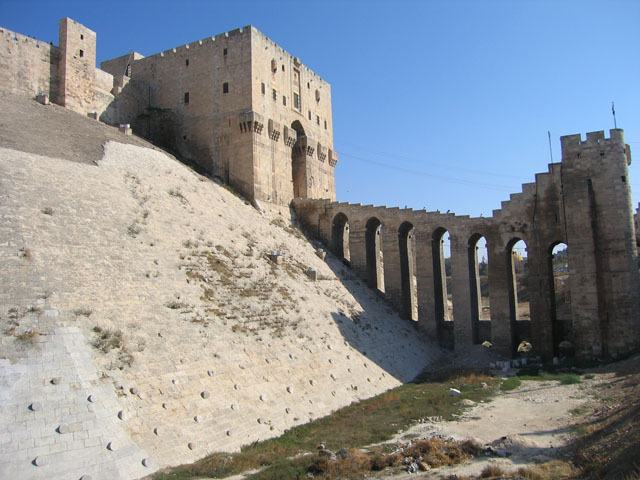
Veduta della cittadella di Aleppo, d'impianto ittita, con il ponte che ne garantisce l'accesso

ʿAlī Sayf al-Dawla, "Spada della dinastia", governò fra il 945 e il 967 la Siria settentrionale da Aleppo e divenne il più importante avversario dell'Impero bizantino nel momento in cui esso riprese poderosamente ad avanzare nei suoi antichi territori siriani perduti nel VII secolo, grazie alle imprese di Niceforo II Foca, Giovanni Zimisce e Basilio II. La sua corte fu centro di cultura, grazie alla passione hamdanide per la letteratura araba, ma perse tale condizione privilegiata dopo la conquista bizantina di Aleppo.
Per arrestare l'avanzata bizantina, Saʿīd al-Dawla ("Che rende prospera la dinastia") si convertì alla visione sciita dell'Islam nel 969 (lo stesso anno della fondazione del Cairo da parte dei Fatimidi ismailiti) e pose Aleppo sotto quella che sperava sarebbe stata la nominale sovranità degli Imam fatimidi, ma nel 1003 questi deposero invece comunque la dinastia hamdanide.

## Sovrani hamdanidi

Gli Hamdanidi

### Hamdanidi di Jazira
1. Hamdan ibn Hamdun (868-874)
2. al-Husayn ibn Hamdan (895-916)
3. Abd Allah ibn Hamdan (906-929)
4. Nasir al-Dawla (929-967)
5. Abu Taghlib (967–978)[1]
6. Abu Tahir Ibrahim ibn Nasir al-Dawla e Abu Abdallah al-Husayn ibn Nasir al-Dawla (989-990)

### Hamdanidi di Aleppo
1. Sayf al-Dawla (945-967)
2. Sa'd al-Dawla (967-991)
3. Sa'id al-Dawla (991-1002)
4. Abu l-Hasan Ali (1002–1004)
5. Abu l-Ma'ali Sharif (1004–1004)